# Anguis
Anguis är ett släkte av ödlor som beskrevs av Carl von Linné 1758. Anguis ingår i familjen kopparödlor.
Arter enligt Catalogue of Life, Dyntaxa och IUCN (urval):
- Anguis cephallonica
- kopparödla (Anguis fragilis)
- Anguis veronensis